# Feline
Feline es el séptimo álbum de estudio de la banda inglesa The Stranglers. Producido por Steve Churchyard. Grabado en el mes de diciembre de 1982, y lanzado en enero de 1983 por el sello Epic Records.

## Listado de canciones
1. "Midnight Summer Dream" (6:12)
2. "It's a Small World" (4:34)
3. "Ships That Pass in the Night" (4:06)
4. "Europen Female (In celebration of)" (3:59)
5. "Let's Tango in Paris" (3:12)
6. "Paradise" (3:46)
7. "All Roads Lead to Rome" (3:50)
8. "Blue Sister" (3:57)
9. "Never Say Goodbye" (4:10)
- Datos: Q3068114